# Carlos Federico de Anhalt-Bernburg
Carlos Federico de Anhalt-Bernburg (Bernburg, 13 de julio de 1668-Ballenstedt, 22 de abril de 1721) fue un príncipe alemán de la Casa de Ascania y gobernante del principado de Anhalt-Bernburg.

## Vida
Era el hijo mayor del Príncipe Víctor Amadeo de Anhalt-Bernburg, de su esposa Isabel, hija del Conde Palatino Federico de Zweibrücken. Después de la muerte de su padre en 1718, el ya cincuentañero Carlos Federico heredó Anhalt-Bernburg. Su reinado, que duró solo dos años hasta su muerte, no fue remarcable.

### Matrimonios e hijos
En Bernburg el 25 de junio de 1692 Carlos Federico contrajo matrimonio con su prima Sofía Albertina (Sonnenwalde, 2 de octubre de 1672 -Bernburg, 12 de junio de 1708), hija del Conde Jorge Federico de Solms-Sonnenwalde, con su esposa Ana Sofía de Anhalt-Bernburg (hermana de su padre Víctor Amadeo, e hija del Príncipe Cristián II de Anhalt-Bernburg). Tuvieron seis hijos:
1. Isabel Albertina (Bernburg, 31 de marzo de 1693 - Arnstadt, 7 de julio de 1774), desposó el 2 de octubre de 1712 a Gunter XLIII, Príncipe de Schwarzburgo-Sondershausen.[1]
2. Federico Guillermo (Bernburg, 3 de septiembre de 1694 - Bernburg, 28 de diciembre de 1694).[1]
3. Carlota Sofía (Bernburg, 21 de mayo de 1696 - Sondershausen, 22 de julio de 1762), desposó el 19 de julio de 1721 a Augusto I Gunter, Príncipe de Schwarzburgo-Sondershausen-Ebeleben.[1]
4. Augusta Guillermina (Bernburg, 3 de noviembre de 1697 - Harzgerode, 22 de junio de 1767).[1]
5. Príncipe Víctor Federico de Anhalt-Bernburg (Bernburg, 20 de septiembre de 1700 - Bernburg, 18 de mayo de 1765).[1]
6. Federica Enriqueta (Bernburg, 24 de noviembre de 1702 - Köthen, 4 de abril de 1723), desposó el 11 de diciembre de 1721 al Príncipe Leopoldo de Anhalt-Köthen.[1]

A partir de 1711 Carlos Federico empezó a vivir con Guillermina Carlota Nüssler (Harzgerode, 10 de mayo de 1683-Gernrode, 30 de mayo de 1740), hija de un consejero de la cancillería, ella no era noble. Tuvieron dos hijos:
1. Federico "[Conde Imperial de Bährnfeld]" desde 12 de junio de 1723 (Harzgerode, 13 de marzo de 1712-Gernrode, 8 de septiembre de 1758). Nacido ilegítimo, fue legitimado tras la boda de sus padres.[1][2]
2. Carlos Leopoldo ["Conde Imperial de Bährnfeld" desde 12 de junio de 1723] (Plötzkau, 1 de julio de 1717-Kassel, 3 de octubre de 1769).[1][2]

Carlos Federico y Guillermina Carlota contrajero matrimonio en secreto en Bernburg el 1 de mayo de 1715 y Carlos Federico inmediatamente intentó que su esposa fuera elevada al rango de condesa por el emperador. Cuando el príncipe Víctor Amadeo se enteró de las acciones de su hijo, escribió al Emperador el 15 de noviembre de 1715 para impedir la elevación y añadió un codicilo a su testamento fechado el 13 de julio de 1716 negando a los hijos de la unión cualquier derecho sucesorio. El Emperador aprobó este codicilo un año después, el 15 de julio de 1717.
El emperador también envió un rescripto a Carlos Federico fechado el 20 de agosto de 1717 instruyéndole a no llamar a su esposa princesa ni a sus hijos príncipes. Sin embargo, después de que su padre muriera en 1718, Carlos Federico obtuvo del emperador una patente para elevar a su esposa al título de condesa de Ballenstedt (en alemán: Gräfin von Ballenstedt) el 19 de diciembre de 1719, y a sus dos hijos al rango de condes imperiales de Bährnfeld (en alemán: Reichsgrafen von Bährnfeld) el 12 de junio de 1723; esto, sin embargo, sin perjuicio de los derechos de los agnados. Carlos Federico murió en Ballenstedt, y en 1722, el Reichshofrat prohibió a su viuda usar el título principesco para ella o sus hijos.
Sin embargo, el 16 de noviembre de 1742, el emperador Carlos VII elevó a los condes de Bährenfeld al rango de príncipes de Anhalt-Bernburg con todos los derechos de sucesión. Víctor I, príncipe de Anhalt-Bernburg-Schaumburg-Hoym, protestó, pero el emperador murió en 1745. El príncipe llevó el asunto al Colegio de Electores reunido en 1745, pero este se negó a abordar el asunto en la capitulación electoral. Luego llevó el asunto al Reichshofrat, que decidió el 6 de mayo de 1748 derogando el diploma de 1742 y prohibiendo a los condes de Bährenfeld llamarse a sí mismos príncipes de Bernburg o príncipes de Anhalt-Bernburg, y permitiéndoles solo llamarse príncipes de Bährenfeld. Murieron solteros.